# آغا شاهی
آغا شاهی (اردو: آغا شا ﮨی؛ ۲۵ اوت ۱۹۲۰ – ۶ سپتامبر ۲۰۰۶) سیاست‌مدار اهل پاکستان بود. وی از سال ۱۹۷۸ تا سال ۱۹۸۲ وزیر امور خارجه پاکستان بوده‌است.